# August Voigt-Fölger

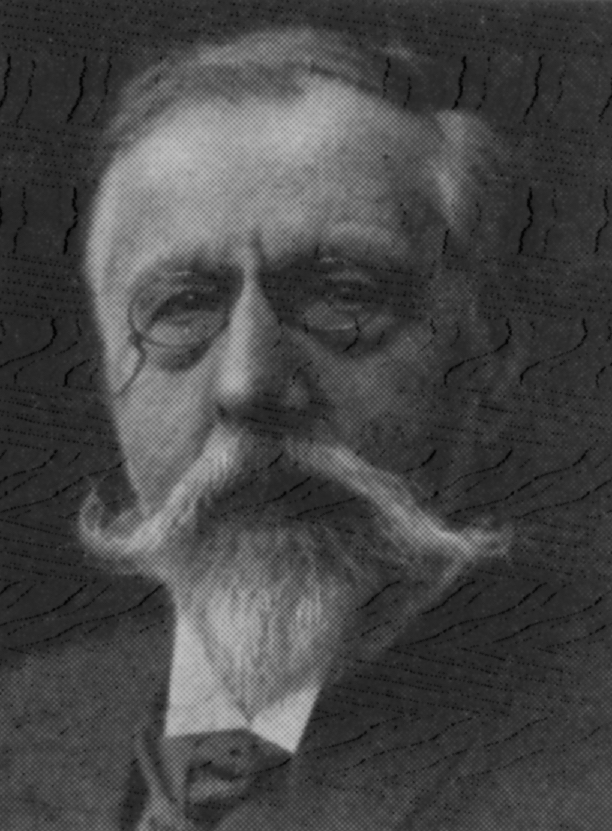
August Voigt-Fölger

August Voigt-Fölger, eigentlich August Voigt (* 13. März 1837 in Hannover; † 21. August 1918 ebenda), war ein deutscher Maler und Professor an der Technischen Hochschule zu Hannover. Der Künstler malte vor allem Landschaften mit Motiven aus der Lüneburger Heide, bevorzugt mit Schafen, was ihm den Beinamen „Schaf-Maler“ einbrachte.

## Leben und Wirken

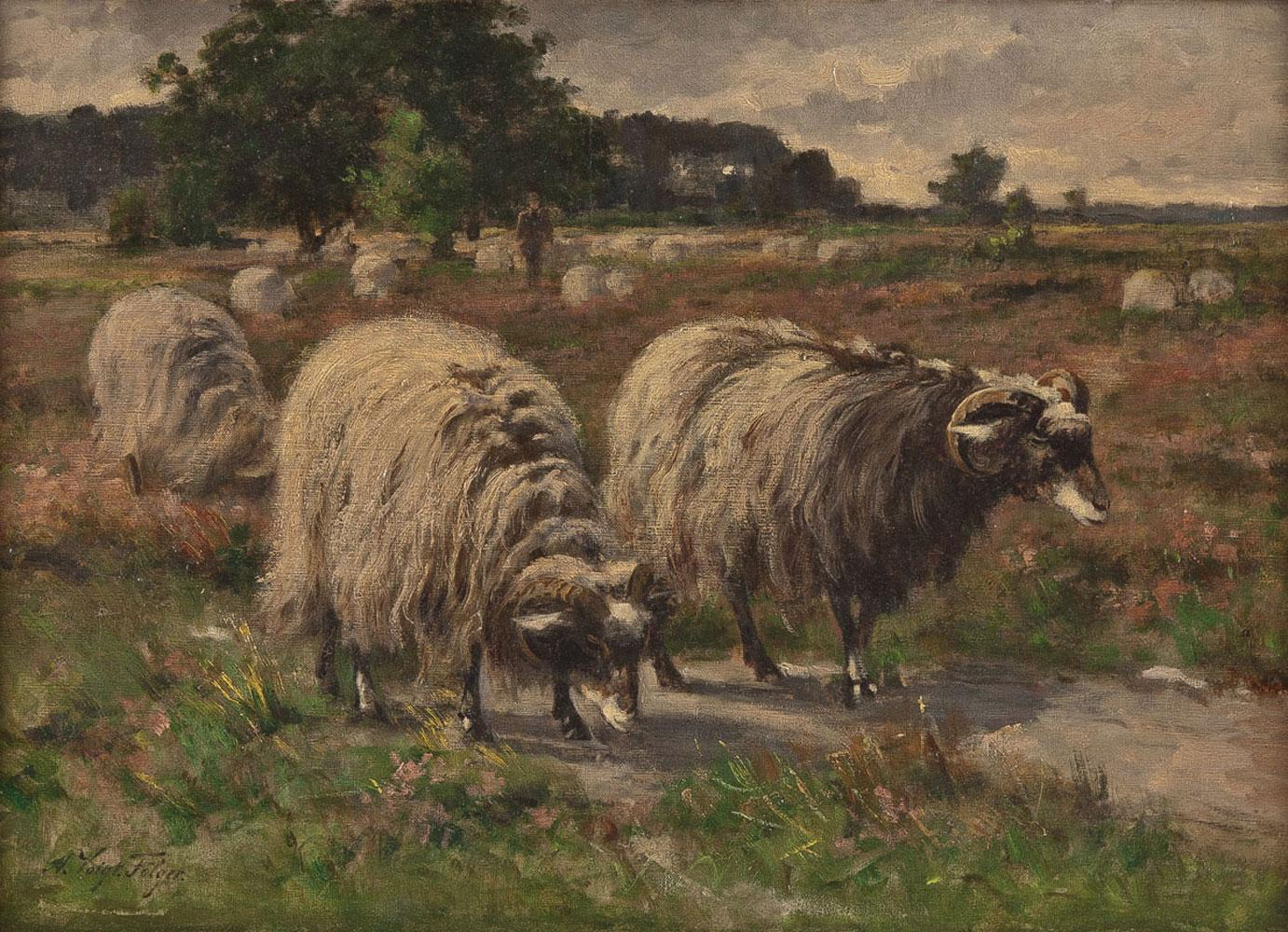
August Voigt-Fölger: Heidschnucken mit Schäfer

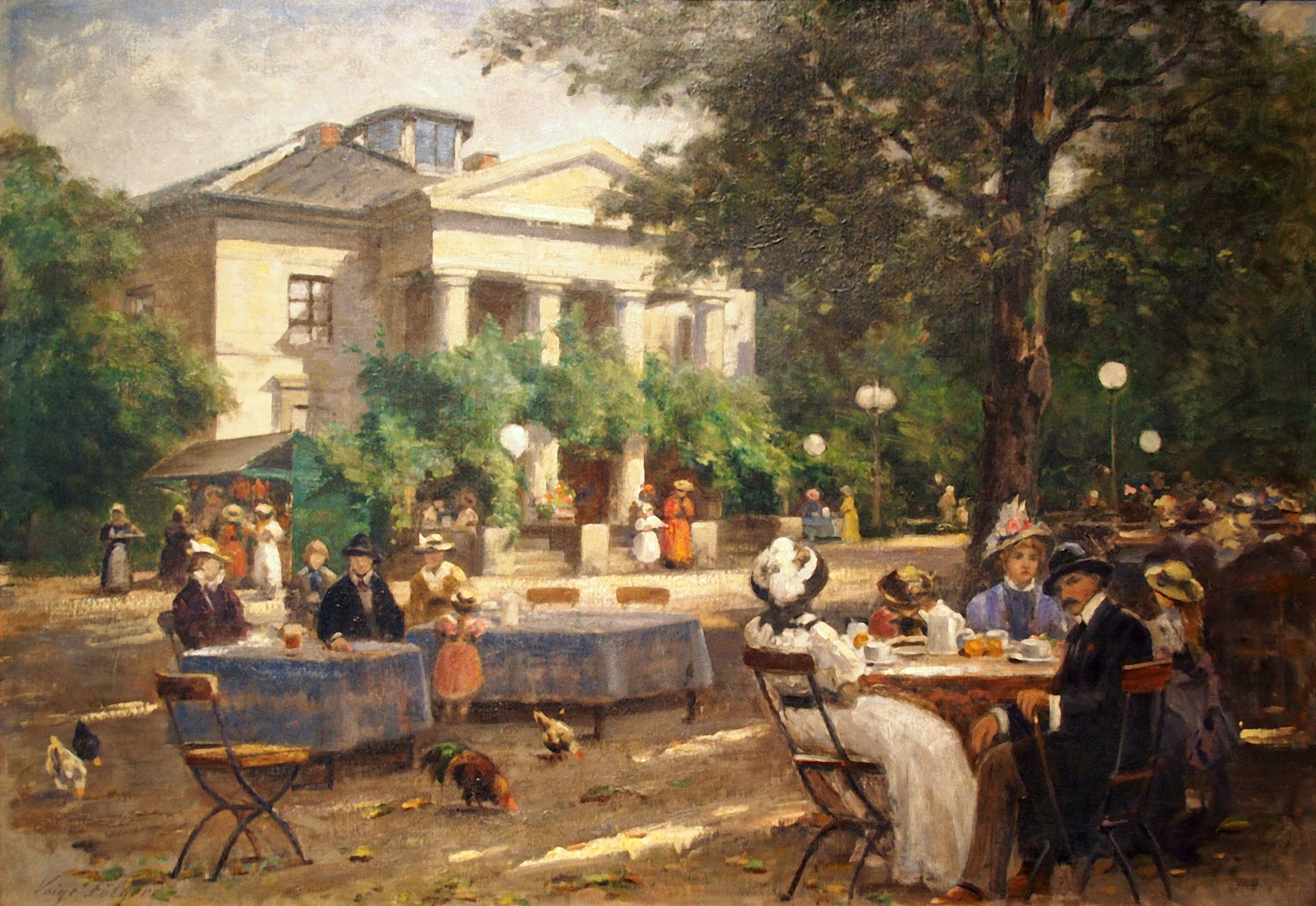
„Bella Vista“ eine Gartenwirtschaft in Hannover an der Masch (nach 1905)

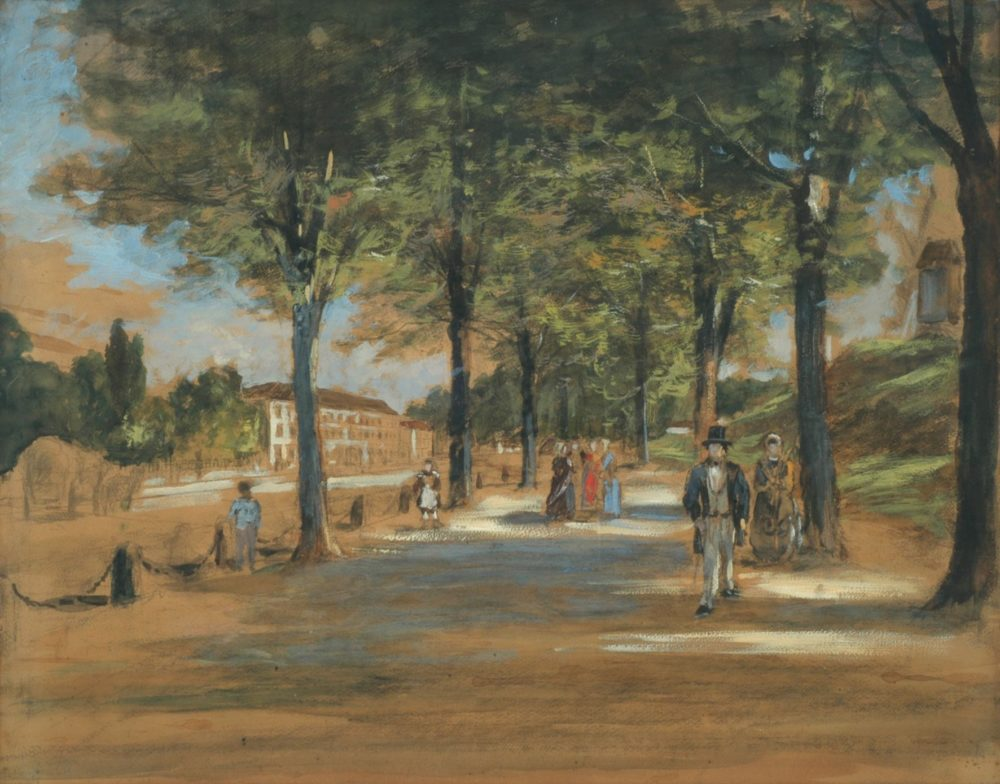
Die Georgstraße im Zustand von etwa 1845; Gouache von Voigt-Fölger, gemalt um 1900 aus den Kindheitserinnerungen des Malers; Historisches Museum Hannover

Geboren in Hannover, hielt sich August Voigt zeitweilig in Holland auf und erhielt seine künstlerische Ausbildung an der Akademie der bildenden Künste in Wien bei Albert Zimmermann. Voigt erlernte die Techniken des Steindrucks und zeichnete Architekturradierungen.
1873 ging August Voigt für zwei Jahrzehnte nach Paris, wo er bis 1893 an verschiedenen Kunstinstituten tätig war. Unter anderem beteiligte er sich an der künstlerischen Gestaltung von Prospekten für die 1889 gezeigte Pariser Weltausstellung. Schließlich heiratete der Künstler eine französische Tiermalerin.
Nachdem August Voigt in seine Geburtsstadt zurückgekehrt war, trat er 1894 dem Hannoverschen Künstlerverein bei und wurde im Folgejahr zum 1. April 1895 zunächst Dozent an der Technischen Hochschule Hannover für Landschaftszeichnen und Aquarellieren für Architekten.
Nach eigener Namensänderung in August Voigt-Fölger ab dem Jahr 1905 wurde der Maler zum 18. Januar 1912 zum Professor der hannoverschen Hochschule berufen.

## Bekannte Werke (Auswahl)
- Um 1900: Georgstraße, Gouache als Zustand der Straße um 1845[2]